# Давтян, Ваник Ишханович
Ва́ник Ишха́нович Давтя́н (8 июля 1948, Ереван — 18 января 2010, Обнинск) — советский, российский архитектор, член Союза архитекторов России.

## Биография
С 1980 года жил и работал в городе Обнинске Калужской области.
С 1988 года работал в Творческой архитектурно-проектной мастерской «ОбнинскАрхПроект».
С 2001 года член Градостроительного совета города Обнинска.

## Основные работы
- Проект интерьера зрительного зала Дома учёных в городе Обнинске
- Проект здания Обнинского городского музея
- Проект 12-этажных жилых домов по пр. Ленина, напротив Дома учёных. В этих домах впервые в Обнинске появились палисадники для жителей квартир на первом этаже и двухуровневые квартиры.[2]
- Проект шарообразного здания обувного магазина «Континент» на Привокзальной площади г. Обнинска
- Проект реконструкции «Универмага Центральный», г. Обнинск
- Проект индивидуального жилого дома для жилого района «Достойное жилье»
- Проект «Теннисной академии Красноруцких»[3] (не завершён)

### Нереализованные проекты
- Инновационная зона на улице Красных Зорь, г. Обнинск[4]

## Награды и звания
Заслуженный архитектор РФ (1994)